# Scolosaurus
Scolosaurus es un género extinto con dos especies conocidas de dinosaurios tireoforos anquilosaurinos que vivieron a finales del período Cretácico hace aproximadamente entre 76,5 a 75 millones de años, durante el Campaniense, en lo que es hoy Norteamérica. Es conocido de los depósitos de la zona inferior de la Formación Dinosaur Park en el Cretácico Superior de Alberta, Canadá. Se conocen dos especies, Scolosaurus cutleri y Scolosaurus thronus.

## Descripción
Scolosaurus es un anquilosaurio de tamaño mediano con una longitud corporal de unos 6 metros y un peso de unas 2 toneladas. Eso lo hace algo más grande que muchos especímenes de Euoplocephalus. En 2013, Arbour dio una lista de características que distinguen a Scolosaurus cutleri de sus parientes. Scolosaurus se diferencia de Anodontosaurus lambei y Euoplocephalus tutus en la forma del cuerno en el esquamoso, que es relativamente más largo, más posterior y con una punta prominente. Se diferencia de Euoplocephalus tutus en que tiene pequeñas osificaciones de la piel fusionadas y redondas en las bases del escamoso y el cuadratoyugal. Se diferencia de Anodontosaurus lambei, Euoplocephalus tutus y Dyoplosaurus acutosquameus posee una hoja frontal relativamente más grande del ilion. Se diferencia de Anodontosaurus lambei y Euoplocephalus tutus en que tiene osteodermos redondos relativamente grandes en la línea media del cuerpo que tienen una cresta baja en el medio y osteodermos aplanados en forma de media luna en la parte inferior de las monturas del cuello. Se diferencia del Dyoplosaurus acutosquameus en que tiene costillas sacras que se proyectan lateralmente horizontalmente y osteodermos en forma de cono con puntas ubicadas en el centro a los lados de la base de la cola. Es distinto de Anodontosaurus y Dyoplosaurus por un palo de cola redondeado en planta, en lugar de uno más ancho que largo como en el primero, o más largo que ancho como en el segundo pariente. Scolosaurus difiere de Ankylosaurus magniventris en tener fosas nasales orientadas hacia adelante y la falta de una cresta continua entre el cuerno en el escamoso y el supraorbital. Con las dos últimas características, Arbour asumió que el material de Montana pertenece a Scolosaurus.

Tamaño de Scolosaurus en comparación con un humano

Se cree que Penkalski & Blows identificaron dos diferencias entre Scolosaurus y Oohkotokia. Se dice que las proyecciones laterales de las vértebras de la cola son más largas en Oohkotokia. Sin embargo, en MOR 433, solo se conoce una vértebra de la cola donde se puede medir la longitud de estas espinas y se desconoce la posición de esta vértebra en la cola, por lo que Arbor creía que una comparación significativa era imposible, la longitud relativa varía dependiendo de esa posición. Además, en el holotipo de Scolosaurus no se encontraron osteodermos ovalados con quilla baja ni osteodermos triangulares con lados altos, dos tipos que se encontraron en el cráneo de MOR 433. En especies relacionadas, sin embargo, tales osteodermos se encuentran típicamente a los lados del tronco y la cola. Dado que los lados de la cola de NHMUK R5161 no se han conservado, podría ser que estuvieran presentes allí, por lo que, según Arbor, no hay evidencia convincente de que las dos formas difieran.
En 2018, Penkalski indicó una serie de características que distinguen a S. thronus de S. cutleri. La placa del hocico, la caputegula central entre las placas nasales, es más pequeña. El sacro tiene ocho vértebras sacras en lugar de nueve. Las vértebras dorsales están menos constreñidas. La variación de los osteodermos es mayor. Los osteodermos anteriores de la cola tienen una quilla más alta. Las crestas en forma de estrella o crestas de los osteodermos sobresalen más. El holotipo de Scolosaurus cutleri conserva las seis vértebras cervicales posteriores, diez vértebras "libres", cuatro vértebras dorsosacras, tres vértebras sacras "verdaderas", dos vértebras sacrocaudales y trece vértebras sacras "libres". La varilla sacra de cuatro vértebras dorsales está contraída.

### Armadura

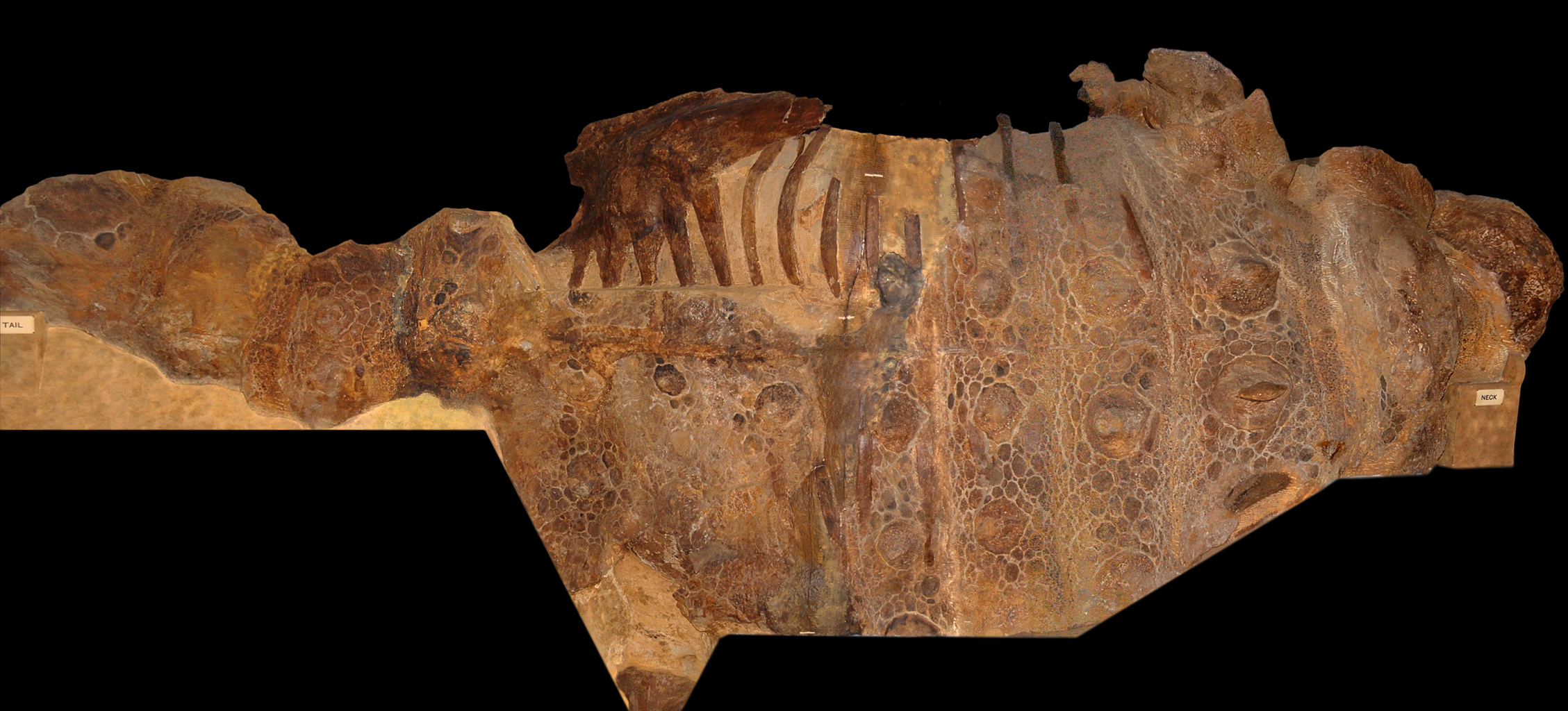
Espécimen de holotipo de S. cutleri NHMUK R5161 en el Museo de Historia Natural de Londres

El torso del holotipo de Scolosaurus está casi completamente intacto. Es el único espécimen de anquilosáuridos de América del Norte donde se puede determinar con certeza la posición de la armadura. Como tal, a menudo ha sido la base de ilustraciones del torso de Euoplocephalus. El hecho de que Scolosaurus se haya separado de esto hace que estas imágenes no sean confiables en este momento. La grupa de Scolosaurus muestra maravillosamente el aplanamiento extremo que caracteriza a los Ankylosauridae. Tiene una sección transversal rectangular, una vez y media más ancha que alta. Este torso está cubierto en la parte superior y los lados por una armadura de osteodermos, osificaciones de la piel que no forman parte del esqueleto real. La parte posterior de la armadura consta de un gran escudo de cadera que cubre la amplia pelvis. Consiste en un intercrecimiento de tres bandas transversales bastante estrechas. Al otro lado de la parte delantera del fuselaje hay tres bandas más estrechas. Cada banda está formada por placas para las piernas más o menos redondas más grandes y más pequeñas que han crecido juntas. Entre las bandas también se encuentran esas placas, pero eran más profundas y aparentemente no estaban fusionadas, de modo que la zona sobre el pecho conservaba cierta flexibilidad, que puede haber sido necesaria para el movimiento y la respiración. Por encima de los hombros hay una banda mucho más ancha. Tiene en las esquinas laterales y a ambos lados de la línea media un gran osteodermo con una base ovalada y coronado por una quilla alta. La punta de esa quilla está ligeramente retrasada, lo que le da al osteodermo el perfil de una aleta de tiburón. Estos osteodermos más grandes son la parte anterior de cuatro filas de grandes escamas óseas que continúan posteriormente sobre los ligamentos y el escudo de la cadera. En total, cada fila tiene siete elementos. Sin embargo, las escamas óseas ovaladas posteriores tienen una quilla mucho más baja. En la línea media hay una fila de osteodermos muy estrechos con una quilla baja estrecha que forma una cresta continua en la espalda. Esta cresta se extiende sobre las zonas ubicadas entre las correas, lo que debe haber reducido su flexibilidad. En la base del cuello hay una montaña de cuello ancho y pesado que se compone de dos placas grandes con osteodermos grandes convexos pero planos a cada lado de la línea media y dos placas convexas con osteodermos de quilla baja en los lados. En vista superior, estos osteodermos tienen un perfil similar al de un triángulo rectángulo. Esta configuración es diferente deEuoplocephalus donde la montaña del cuello está formada por seis placas, de las cuales las del medio tienen los osteodermos con las quillas más altas. La parte delantera del cuello lleva una segunda montura para el cuello. La cresta central baja continúa hacia adelante sobre las montañas del cuello. También en la parte superior del brazo hay una fila vertical de osteodermos, cuya parte superior forma una especie de columna vertebral. La base de la cola tiene osteodermos en forma de cono en los lados.

## Descubrimiento e investigación

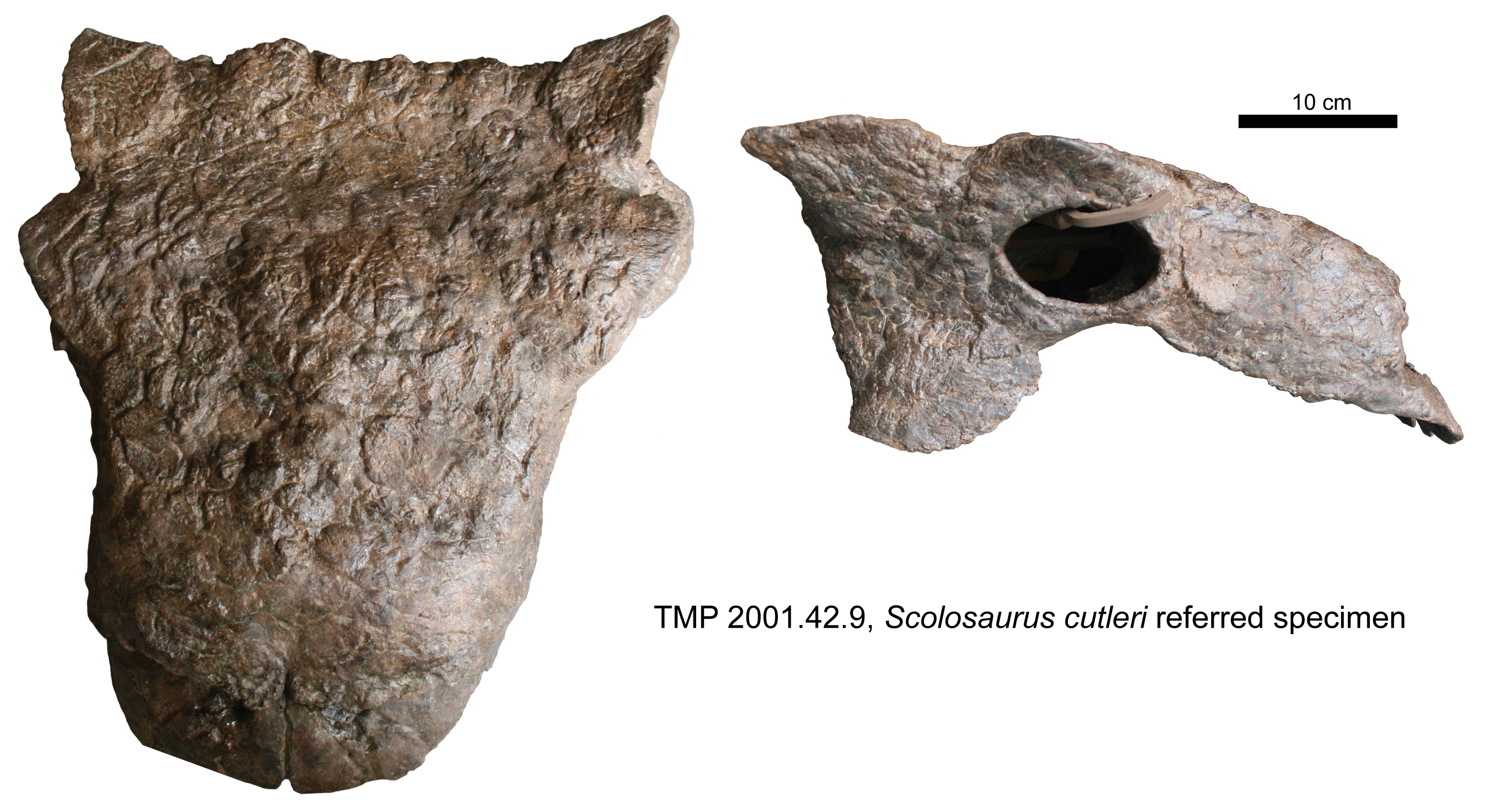
Cráneo referido, TMP 2001.42.9

Scolosaurus fue nombrado por Franz Nopcsa von Felső-Szilvás en 1928, basándose en el holotipo NHMUK R.5161, un esqueleto postcraneal parcial que conserva todo el esqueleto excepto el extremo distal de la cola, la extremidad anterior derecha y la extremidad posterior derecha. También están presentes la rara conservación de los osteodermos y la impresión de la piel. El esqueleto fue recolectado por William E. Cutler en 1914 en la Cantera RTMP 80 en Deadlodge Canyon. Fue extraído de la parte inferior de la Formación Dinosaur Park o posiblemente incluso de las capas superiores de la subyacente Formación Oldman, lo que lo convierte en el más antiguo anquilosáurido norteamericano descrito. El nombre del género se deriva de, σκῶλος,  skolos, "estaca puntiaguda" y saûros, sauros, "lagartos" en griego antiguo. El nombre de la especie, cutleri, honra a su descubridor, W. E. Cutler, quien fue herido de gravedad cuando el espécimen cayó sobre él cuando se encontraba excavándolo.  Fue recolectado del fondo de la Formación Dinosaur Park.en areniscas de grano fino y sedimentos de arcillas de grano fino que se depositaron durante la etapa Campaniense del Cretácico Tardío, hace aproximadamente 76,5 millones de años. El espécimen de holotipo se encuentra en la colección del Museo de Historia Natural de Londres, Inglaterra.
En 1971, Walter Coombs asumió que había una única especie de anquilosaurio durante la etapa del Campaniense en el Cretácico. Él sinonimizó a los géneros Anodontosaurus, Dyoplosaurus y Scolosaurus con Euoplocephalus tutus. Scolosaurus cutleri y Euoplocephalus tutus desde entonces fueron considerados generalmente como una misma especie y por la tanto BMNH R.5161 fue referido a Eu. tutus. 
Sin embargo, una redescripción posterior de Scolosaurus publicada en 2013 en la publicación Canadian Journal of Earth Sciences por Paul Penkalski y William T. Blows sugiere que el género es un taxón válido. Ellos afirman que aunque el holotipo de Euoplocephalus es fragmentario, Scolosaurus puede ser distinguido de Euoplocephalus al compararlo con varios otros especímenes de Euoplocephalus que han sido referidos con seguridad a este taxón. Scolosaurus difiere de estos especímenes en la morfología de su medio anillo cervical, los osteodermos y los miembros posteriores. Más aún, Scolosaurus también difiere de Dyoplosaurus principalmente en la morfología de la pelvis y la forma de los osteodermos. En 2013 Arbour y Currie también revalidaron su separación.

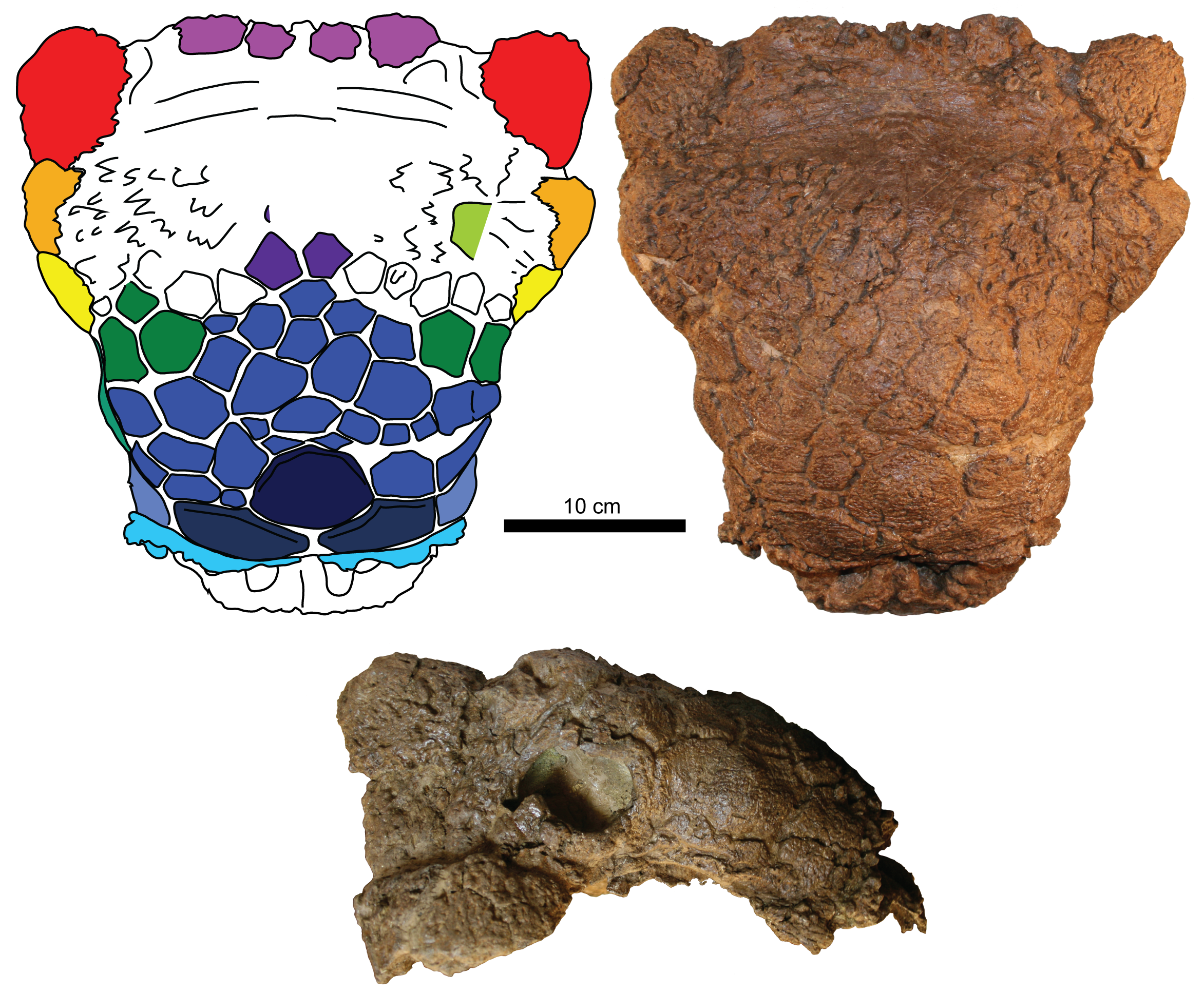
Cráneo de S. thronus, espécimen holotipo ROM 1930

En 2018, Penkalski nombró una segunda especie, Scolosaurus thronus. El epíteto específico es en latín para "trono" y se refiere a la posición estratigráfica alta del holotipo en la Formación Parque Dinosaurio, de solo setenta y seis millones de años, y al hecho de que se encontró en lo alto de una colina . El holotipo es el espécimen ROM 1930, encontrado en 1914 por George Fryer Sternberg , que hasta ahora había sido asignado a Euoplocephalus. Además, asignó dos especímenes, CMN 268, un trozo de montaña del primer cuello, y TMP 1998.53.1, un lote de osteodermos estriados.
Debido a que está relativamente completo, el holotipo de Scolosaurus ha formado la base de muchas reconstrucciones de Euoplocephalus desde 1971; por lo tanto, muchas imágenes de Euoplocephalus en realidad representan a Scolosaurus.

## Clasificación

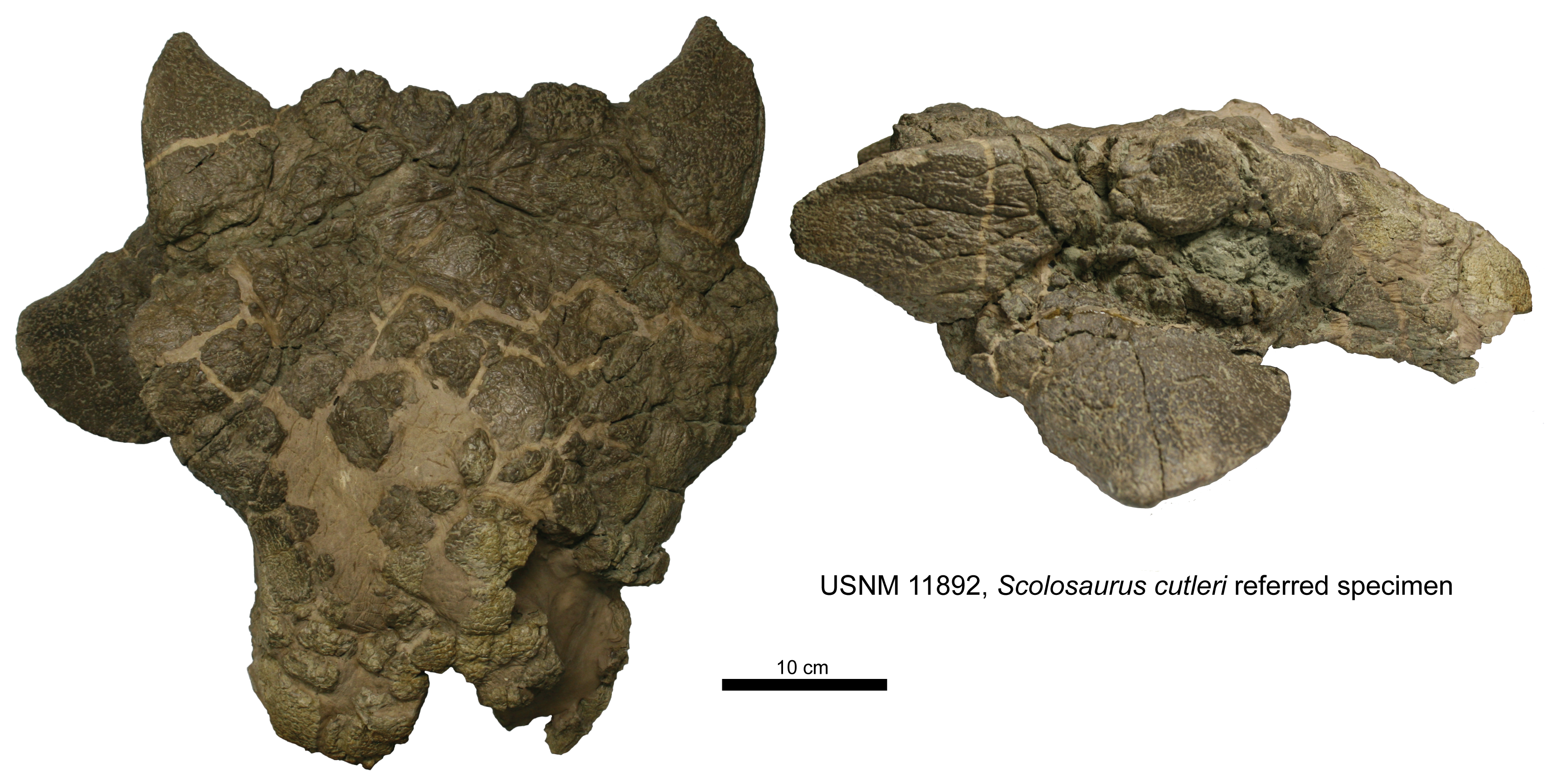
Cráneo referido USNM 11892

En 1928, Nopcsa asignó el espécimen a la familia Ankylosauridae y realizó comparaciones morfológicas con el material fósil conocido de Dyoplosaurus. En 1971, Walter Coombs concluyó que solo había una especie de anquilosaurio durante el Campaniense en el  Cretácico Superior de América del Norte. Sinonimizó las especies Anodontosaurus lambei, Dyoplosaurus acutosquameus y Scolosaurus cutleri con Euoplocephalus tutus, pero no proporcionó ninguna justificación para estas sinonimias. La sinonimización de Scolosaurus cutleri y Euoplocephalus tutus fue generalmente aceptado y por lo tanto NHMUK R.5161 se asignó a E. tutus. Sin embargo, una redescripción de Scolosaurus publicada en 2013 en el Canadian Journal of Earth Sciences por Paul Penkalski y William T. Blows sugirió que el género es un taxón válido. Concluyeron que Scolosaurus se puede distinguir de Euoplocephalus por la forma de su armadura cervical , los detalles de otras armaduras y la estructura de la extremidad anterior. También concluyeron que Scolosaurus y Dyoplosaurus son distintos, debido a las diferencias observadas en la pelvis y la armadura.
En 2013, Arbor y Currie reasignaron el espécimen MOR 433, en el que se basó el género Oohkotokia , a Scolosaurus . Este espécimen consta de un cráneo parcial, ambos húmero, una vértebra caudal y varios osteodermos y fue recuperado en el miembro superior de la formación Two Medicine, en Montana, que tiene una fecha de aproximadamente 74 millones de años. Los restos fueron recolectados en 1986-1987 en limolita gris que fue depositada durante la etapa Campaniense del período Cretácico. El espécimen se encuentra en la colección del Museo de las Rocosas en Bozeman, Montana. Sin embargo, esta sinonimización es controvertida ya que posteriormente se reconoció que Oohkotokia era válida. Por lo tanto, gran parte del material ilustrado como perteneciente a Scolosaurus puede pertenecer a Oohkotokia.

### Filogenia

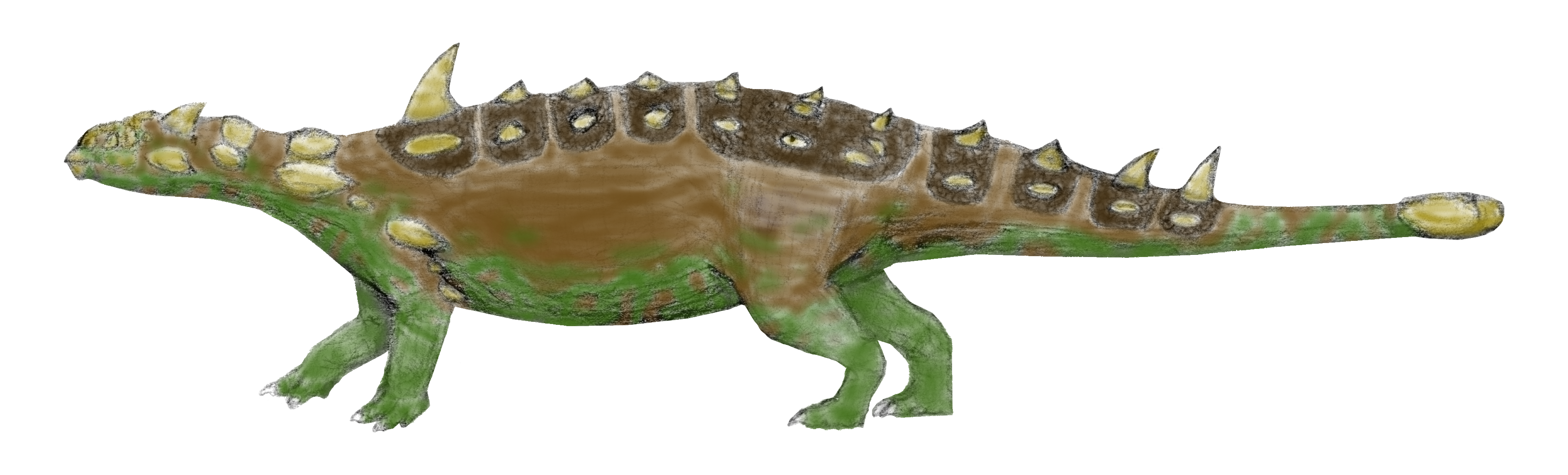
Restauración de la vida de Scolosaurus cutleri. Proporciones basadas en Paul (2016)

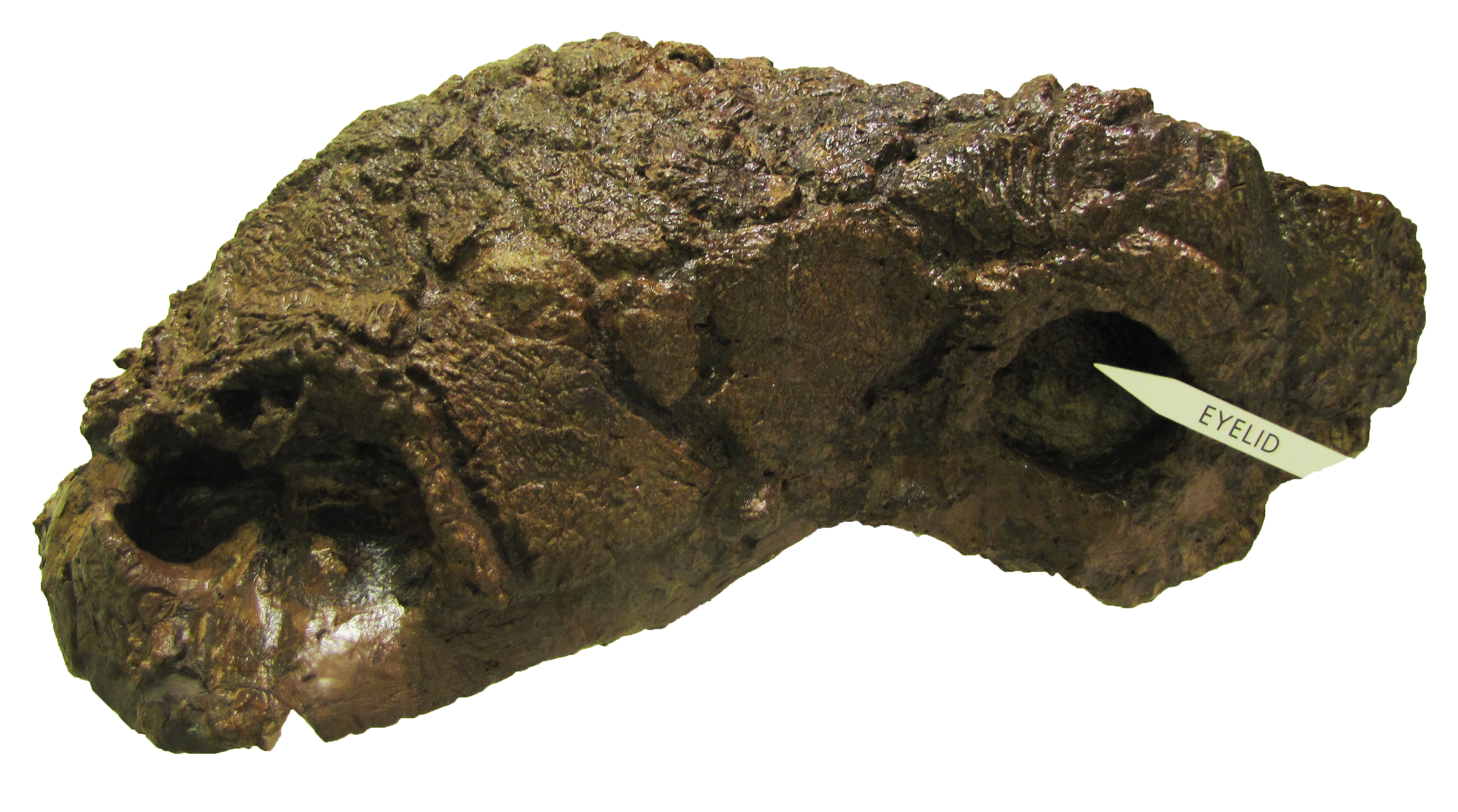
Cráneo de S. cutleri referido, AMNH 5404

El siguiente cladograma se basa en un análisis filogenético de 2015 de Ankylosaurinae realizado por Victoria Arbor y Phillip J. Currie. El cladograma sigue el árbol genealógico biogeográfico proporcionado por ese estudio, que es una fusión del árbol de reglas de la mayoría del 50% del estudio, así como el subárbol de máxima concordancia. El árbol de reglas de la mayoría del 50% del estudio era un cladograma formado por una colección de clados, aunque solo incluyó clados que aparecen en más del 50% de los árboles genealógicos encontrados durante el análisis. El subárbol de máxima concordancia es el cladograma que resulta de un algoritmo que intenta maximizar la cantidad de taxones incluidos en el resultado al tiempo que conserva la forma fundamental de todos los demás árboles de la muestra. Por lo tanto, el subárbol tuvo que omitir algunos taxones controvertidos para que el cladograma resultante cumpliera el segundo requisito. El árbol biogeográfico, es decir, el siguiente cladograma, es básicamente el árbol de la regla de la mayoría del 50%, excepto con algunas de las politomías resueltas de acuerdo con los resultados del subárbol de máxima concordancia.
|  | Saichania                                              |
|  |                                                        |
|  | \| \| Tarchia \| \| \| \| \| \| Zaraapelta \| \| \| \| |
|  |                                                        |
|  | Tarchia                                                |
|  |                                                        |
|  | Zaraapelta                                             |
|  |                                                        |

|  | Tarchia    |
|  |            |
|  | Zaraapelta |
|  |            |

|  | Talarurus         |
|  |                   |
|  | Nodocephalosaurus |
|  |                   |

|  | Ankylosaurus   |
|  |                |
|  | Anodontosaurus |
|  |                |

|  | Scolosaurus |
|  |             |
|  | Ziapelta    |
|  |             |

|  | Ankylosaurus   |
|  |                |
|  | Anodontosaurus |
|  |                |

|  | Scolosaurus |
|  |             |
|  | Ziapelta    |
|  |             |

|  | Talarurus         |
|  |                   |
|  | Nodocephalosaurus |
|  |                   |

|  | Ankylosaurus   |
|  |                |
|  | Anodontosaurus |
|  |                |

|  | Scolosaurus |
|  |             |
|  | Ziapelta    |
|  |             |

|  | Ankylosaurus   |
|  |                |
|  | Anodontosaurus |
|  |                |

|  | Scolosaurus |
|  |             |
|  | Ziapelta    |
|  |             |

|  | Talarurus         |
|  |                   |
|  | Nodocephalosaurus |
|  |                   |

|  | Ankylosaurus   |
|  |                |
|  | Anodontosaurus |
|  |                |

|  | Scolosaurus |
|  |             |
|  | Ziapelta    |
|  |             |

|  | Ankylosaurus   |
|  |                |
|  | Anodontosaurus |
|  |                |

|  | Scolosaurus |
|  |             |
|  | Ziapelta    |
|  |             |

|  | Talarurus         |
|  |                   |
|  | Nodocephalosaurus |
|  |                   |

|  | Ankylosaurus   |
|  |                |
|  | Anodontosaurus |
|  |                |

|  | Scolosaurus |
|  |             |
|  | Ziapelta    |
|  |             |

|  | Ankylosaurus   |
|  |                |
|  | Anodontosaurus |
|  |                |

|  | Scolosaurus |
|  |             |
|  | Ziapelta    |
|  |             |

|  | Saichania                                              |
|  |                                                        |
|  | \| \| Tarchia \| \| \| \| \| \| Zaraapelta \| \| \| \| |
|  |                                                        |
|  | Tarchia                                                |
|  |                                                        |
|  | Zaraapelta                                             |
|  |                                                        |

|  | Tarchia    |
|  |            |
|  | Zaraapelta |
|  |            |

|  | Talarurus         |
|  |                   |
|  | Nodocephalosaurus |
|  |                   |

|  | Ankylosaurus   |
|  |                |
|  | Anodontosaurus |
|  |                |

|  | Scolosaurus |
|  |             |
|  | Ziapelta    |
|  |             |

|  | Ankylosaurus   |
|  |                |
|  | Anodontosaurus |
|  |                |

|  | Scolosaurus |
|  |             |
|  | Ziapelta    |
|  |             |

|  | Talarurus         |
|  |                   |
|  | Nodocephalosaurus |
|  |                   |

|  | Ankylosaurus   |
|  |                |
|  | Anodontosaurus |
|  |                |

|  | Scolosaurus |
|  |             |
|  | Ziapelta    |
|  |             |

|  | Ankylosaurus   |
|  |                |
|  | Anodontosaurus |
|  |                |

|  | Scolosaurus |
|  |             |
|  | Ziapelta    |
|  |             |

|  | Talarurus         |
|  |                   |
|  | Nodocephalosaurus |
|  |                   |

|  | Ankylosaurus   |
|  |                |
|  | Anodontosaurus |
|  |                |

|  | Scolosaurus |
|  |             |
|  | Ziapelta    |
|  |             |

|  | Ankylosaurus   |
|  |                |
|  | Anodontosaurus |
|  |                |

|  | Scolosaurus |
|  |             |
|  | Ziapelta    |
|  |             |

|  | Talarurus         |
|  |                   |
|  | Nodocephalosaurus |
|  |                   |

|  | Ankylosaurus   |
|  |                |
|  | Anodontosaurus |
|  |                |

|  | Scolosaurus |
|  |             |
|  | Ziapelta    |
|  |             |

|  | Ankylosaurus   |
|  |                |
|  | Anodontosaurus |
|  |                |

|  | Scolosaurus |
|  |             |
|  | Ziapelta    |
|  |             |

|  | Saichania                                              |
|  |                                                        |
|  | \| \| Tarchia \| \| \| \| \| \| Zaraapelta \| \| \| \| |
|  |                                                        |
|  | Tarchia                                                |
|  |                                                        |
|  | Zaraapelta                                             |
|  |                                                        |

|  | Tarchia    |
|  |            |
|  | Zaraapelta |
|  |            |

|  | Talarurus         |
|  |                   |
|  | Nodocephalosaurus |
|  |                   |

|  | Ankylosaurus   |
|  |                |
|  | Anodontosaurus |
|  |                |

|  | Scolosaurus |
|  |             |
|  | Ziapelta    |
|  |             |

|  | Ankylosaurus   |
|  |                |
|  | Anodontosaurus |
|  |                |

|  | Scolosaurus |
|  |             |
|  | Ziapelta    |
|  |             |

|  | Talarurus         |
|  |                   |
|  | Nodocephalosaurus |
|  |                   |

|  | Ankylosaurus   |
|  |                |
|  | Anodontosaurus |
|  |                |

|  | Scolosaurus |
|  |             |
|  | Ziapelta    |
|  |             |

|  | Ankylosaurus   |
|  |                |
|  | Anodontosaurus |
|  |                |

|  | Scolosaurus |
|  |             |
|  | Ziapelta    |
|  |             |

|  | Talarurus         |
|  |                   |
|  | Nodocephalosaurus |
|  |                   |

|  | Ankylosaurus   |
|  |                |
|  | Anodontosaurus |
|  |                |

|  | Scolosaurus |
|  |             |
|  | Ziapelta    |
|  |             |

|  | Ankylosaurus   |
|  |                |
|  | Anodontosaurus |
|  |                |

|  | Scolosaurus |
|  |             |
|  | Ziapelta    |
|  |             |

|  | Talarurus         |
|  |                   |
|  | Nodocephalosaurus |
|  |                   |

|  | Ankylosaurus   |
|  |                |
|  | Anodontosaurus |
|  |                |

|  | Scolosaurus |
|  |             |
|  | Ziapelta    |
|  |             |

|  | Ankylosaurus   |
|  |                |
|  | Anodontosaurus |
|  |                |

|  | Scolosaurus |
|  |             |
|  | Ziapelta    |
|  |             |

|  | Saichania                                              |
|  |                                                        |
|  | \| \| Tarchia \| \| \| \| \| \| Zaraapelta \| \| \| \| |
|  |                                                        |
|  | Tarchia                                                |
|  |                                                        |
|  | Zaraapelta                                             |
|  |                                                        |

|  | Tarchia    |
|  |            |
|  | Zaraapelta |
|  |            |

|  | Talarurus         |
|  |                   |
|  | Nodocephalosaurus |
|  |                   |

|  | Ankylosaurus   |
|  |                |
|  | Anodontosaurus |
|  |                |

|  | Scolosaurus |
|  |             |
|  | Ziapelta    |
|  |             |

|  | Ankylosaurus   |
|  |                |
|  | Anodontosaurus |
|  |                |

|  | Scolosaurus |
|  |             |
|  | Ziapelta    |
|  |             |

|  | Talarurus         |
|  |                   |
|  | Nodocephalosaurus |
|  |                   |

|  | Ankylosaurus   |
|  |                |
|  | Anodontosaurus |
|  |                |

|  | Scolosaurus |
|  |             |
|  | Ziapelta    |
|  |             |

|  | Ankylosaurus   |
|  |                |
|  | Anodontosaurus |
|  |                |

|  | Scolosaurus |
|  |             |
|  | Ziapelta    |
|  |             |

|  | Talarurus         |
|  |                   |
|  | Nodocephalosaurus |
|  |                   |

|  | Ankylosaurus   |
|  |                |
|  | Anodontosaurus |
|  |                |

|  | Scolosaurus |
|  |             |
|  | Ziapelta    |
|  |             |

|  | Ankylosaurus   |
|  |                |
|  | Anodontosaurus |
|  |                |

|  | Scolosaurus |
|  |             |
|  | Ziapelta    |
|  |             |

|  | Talarurus         |
|  |                   |
|  | Nodocephalosaurus |
|  |                   |

|  | Ankylosaurus   |
|  |                |
|  | Anodontosaurus |
|  |                |

|  | Scolosaurus |
|  |             |
|  | Ziapelta    |
|  |             |

|  | Ankylosaurus   |
|  |                |
|  | Anodontosaurus |
|  |                |

|  | Scolosaurus |
|  |             |
|  | Ziapelta    |
|  |             |

|  | Saichania                                              |
|  |                                                        |
|  | \| \| Tarchia \| \| \| \| \| \| Zaraapelta \| \| \| \| |
|  |                                                        |
|  | Tarchia                                                |
|  |                                                        |
|  | Zaraapelta                                             |
|  |                                                        |

|  | Tarchia    |
|  |            |
|  | Zaraapelta |
|  |            |

|  | Talarurus         |
|  |                   |
|  | Nodocephalosaurus |
|  |                   |

|  | Ankylosaurus   |
|  |                |
|  | Anodontosaurus |
|  |                |

|  | Scolosaurus |
|  |             |
|  | Ziapelta    |
|  |             |

|  | Ankylosaurus   |
|  |                |
|  | Anodontosaurus |
|  |                |

|  | Scolosaurus |
|  |             |
|  | Ziapelta    |
|  |             |

|  | Talarurus         |
|  |                   |
|  | Nodocephalosaurus |
|  |                   |

|  | Ankylosaurus   |
|  |                |
|  | Anodontosaurus |
|  |                |

|  | Scolosaurus |
|  |             |
|  | Ziapelta    |
|  |             |

|  | Ankylosaurus   |
|  |                |
|  | Anodontosaurus |
|  |                |

|  | Scolosaurus |
|  |             |
|  | Ziapelta    |
|  |             |

|  | Talarurus         |
|  |                   |
|  | Nodocephalosaurus |
|  |                   |

|  | Ankylosaurus   |
|  |                |
|  | Anodontosaurus |
|  |                |

|  | Scolosaurus |
|  |             |
|  | Ziapelta    |
|  |             |

|  | Ankylosaurus   |
|  |                |
|  | Anodontosaurus |
|  |                |

|  | Scolosaurus |
|  |             |
|  | Ziapelta    |
|  |             |

|  | Talarurus         |
|  |                   |
|  | Nodocephalosaurus |
|  |                   |

|  | Ankylosaurus   |
|  |                |
|  | Anodontosaurus |
|  |                |

|  | Scolosaurus |
|  |             |
|  | Ziapelta    |
|  |             |

|  | Ankylosaurus   |
|  |                |
|  | Anodontosaurus |
|  |                |

|  | Scolosaurus |
|  |             |
|  | Ziapelta    |
|  |             |

|  | Saichania                                              |
|  |                                                        |
|  | \| \| Tarchia \| \| \| \| \| \| Zaraapelta \| \| \| \| |
|  |                                                        |
|  | Tarchia                                                |
|  |                                                        |
|  | Zaraapelta                                             |
|  |                                                        |

|  | Tarchia    |
|  |            |
|  | Zaraapelta |
|  |            |

|  | Talarurus         |
|  |                   |
|  | Nodocephalosaurus |
|  |                   |

|  | Ankylosaurus   |
|  |                |
|  | Anodontosaurus |
|  |                |

|  | Scolosaurus |
|  |             |
|  | Ziapelta    |
|  |             |

|  | Ankylosaurus   |
|  |                |
|  | Anodontosaurus |
|  |                |

|  | Scolosaurus |
|  |             |
|  | Ziapelta    |
|  |             |

|  | Talarurus         |
|  |                   |
|  | Nodocephalosaurus |
|  |                   |

|  | Ankylosaurus   |
|  |                |
|  | Anodontosaurus |
|  |                |

|  | Scolosaurus |
|  |             |
|  | Ziapelta    |
|  |             |

|  | Ankylosaurus   |
|  |                |
|  | Anodontosaurus |
|  |                |

|  | Scolosaurus |
|  |             |
|  | Ziapelta    |
|  |             |

|  | Talarurus         |
|  |                   |
|  | Nodocephalosaurus |
|  |                   |

|  | Ankylosaurus   |
|  |                |
|  | Anodontosaurus |
|  |                |

|  | Scolosaurus |
|  |             |
|  | Ziapelta    |
|  |             |

|  | Ankylosaurus   |
|  |                |
|  | Anodontosaurus |
|  |                |

|  | Scolosaurus |
|  |             |
|  | Ziapelta    |
|  |             |

|  | Talarurus         |
|  |                   |
|  | Nodocephalosaurus |
|  |                   |

|  | Ankylosaurus   |
|  |                |
|  | Anodontosaurus |
|  |                |

|  | Scolosaurus |
|  |             |
|  | Ziapelta    |
|  |             |

|  | Ankylosaurus   |
|  |                |
|  | Anodontosaurus |
|  |                |

|  | Scolosaurus |
|  |             |
|  | Ziapelta    |
|  |             |

|  | Saichania                                              |
|  |                                                        |
|  | \| \| Tarchia \| \| \| \| \| \| Zaraapelta \| \| \| \| |
|  |                                                        |
|  | Tarchia                                                |
|  |                                                        |
|  | Zaraapelta                                             |
|  |                                                        |

|  | Tarchia    |
|  |            |
|  | Zaraapelta |
|  |            |

|  | Talarurus         |
|  |                   |
|  | Nodocephalosaurus |
|  |                   |

|  | Ankylosaurus   |
|  |                |
|  | Anodontosaurus |
|  |                |

|  | Scolosaurus |
|  |             |
|  | Ziapelta    |
|  |             |

|  | Ankylosaurus   |
|  |                |
|  | Anodontosaurus |
|  |                |

|  | Scolosaurus |
|  |             |
|  | Ziapelta    |
|  |             |

|  | Talarurus         |
|  |                   |
|  | Nodocephalosaurus |
|  |                   |

|  | Ankylosaurus   |
|  |                |
|  | Anodontosaurus |
|  |                |

|  | Scolosaurus |
|  |             |
|  | Ziapelta    |
|  |             |

|  | Ankylosaurus   |
|  |                |
|  | Anodontosaurus |
|  |                |

|  | Scolosaurus |
|  |             |
|  | Ziapelta    |
|  |             |

|  | Talarurus         |
|  |                   |
|  | Nodocephalosaurus |
|  |                   |

|  | Ankylosaurus   |
|  |                |
|  | Anodontosaurus |
|  |                |

|  | Scolosaurus |
|  |             |
|  | Ziapelta    |
|  |             |

|  | Ankylosaurus   |
|  |                |
|  | Anodontosaurus |
|  |                |

|  | Scolosaurus |
|  |             |
|  | Ziapelta    |
|  |             |

|  | Talarurus         |
|  |                   |
|  | Nodocephalosaurus |
|  |                   |

|  | Ankylosaurus   |
|  |                |
|  | Anodontosaurus |
|  |                |

|  | Scolosaurus |
|  |             |
|  | Ziapelta    |
|  |             |

|  | Ankylosaurus   |
|  |                |
|  | Anodontosaurus |
|  |                |

|  | Scolosaurus |
|  |             |
|  | Ziapelta    |
|  |             |

|  | Saichania                                              |
|  |                                                        |
|  | \| \| Tarchia \| \| \| \| \| \| Zaraapelta \| \| \| \| |
|  |                                                        |
|  | Tarchia                                                |
|  |                                                        |
|  | Zaraapelta                                             |
|  |                                                        |

|  | Tarchia    |
|  |            |
|  | Zaraapelta |
|  |            |

|  | Talarurus         |
|  |                   |
|  | Nodocephalosaurus |
|  |                   |

|  | Ankylosaurus   |
|  |                |
|  | Anodontosaurus |
|  |                |

|  | Scolosaurus |
|  |             |
|  | Ziapelta    |
|  |             |

|  | Ankylosaurus   |
|  |                |
|  | Anodontosaurus |
|  |                |

|  | Scolosaurus |
|  |             |
|  | Ziapelta    |
|  |             |

|  | Talarurus         |
|  |                   |
|  | Nodocephalosaurus |
|  |                   |

|  | Ankylosaurus   |
|  |                |
|  | Anodontosaurus |
|  |                |

|  | Scolosaurus |
|  |             |
|  | Ziapelta    |
|  |             |

|  | Ankylosaurus   |
|  |                |
|  | Anodontosaurus |
|  |                |

|  | Scolosaurus |
|  |             |
|  | Ziapelta    |
|  |             |

|  | Talarurus         |
|  |                   |
|  | Nodocephalosaurus |
|  |                   |

|  | Ankylosaurus   |
|  |                |
|  | Anodontosaurus |
|  |                |

|  | Scolosaurus |
|  |             |
|  | Ziapelta    |
|  |             |

|  | Ankylosaurus   |
|  |                |
|  | Anodontosaurus |
|  |                |

|  | Scolosaurus |
|  |             |
|  | Ziapelta    |
|  |             |

|  | Talarurus         |
|  |                   |
|  | Nodocephalosaurus |
|  |                   |

|  | Ankylosaurus   |
|  |                |
|  | Anodontosaurus |
|  |                |

|  | Scolosaurus |
|  |             |
|  | Ziapelta    |
|  |             |

|  | Ankylosaurus   |
|  |                |
|  | Anodontosaurus |
|  |                |

|  | Scolosaurus |
|  |             |
|  | Ziapelta    |
|  |             |

El siguiente cladograma se basa en un análisis filogenético de 2017 de Ankylosaurinae realizado por Victoria Arbor y David Evans. El cladograma representa la regla de la mayoría, resultado promedio, de los 10 árboles más parsimoniosos, y se considera que cada uno tiene el menor número de pasos evolutivos, siendo por lo tanto el más preciso según el principio de la navaja de Occam
|  | Pinacosaurus grangeri         |
|  |                               |

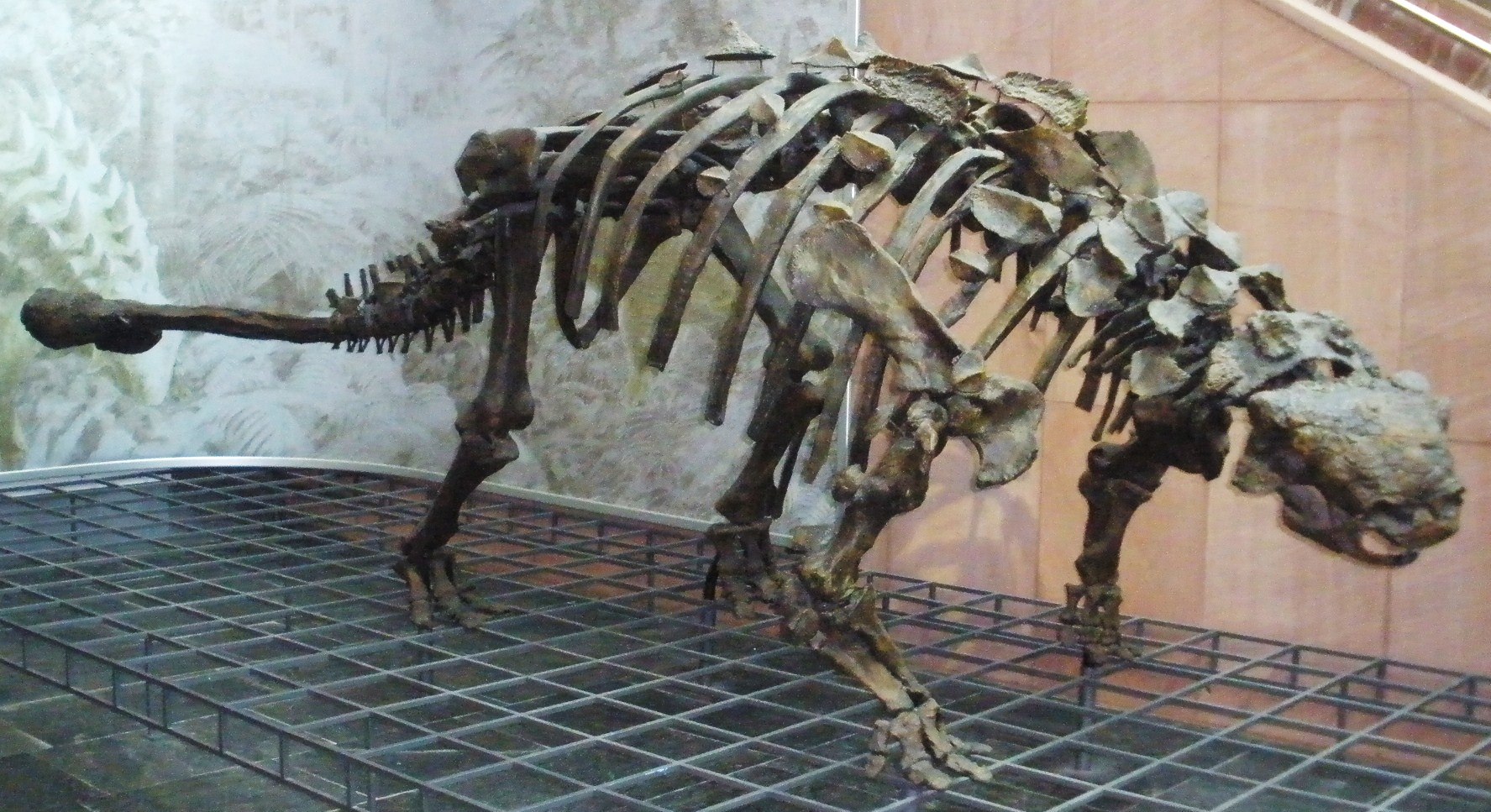
Esqueleto reconstruido basado en un espécimen de holotipo de S. thronus ROM 1930.

|  | Pinacosaurus mephistocephalus |
|  |                               |

|  | Tsagantegia longicranialis                                                                   |
|  |                                                                                              |
|  | \| \| Talarurus plicatospineus \| \| \| \| \| \| Nodocephalosaurus kirtlandensis \| \| \| \| |
|  |                                                                                              |
|  | Talarurus plicatospineus                                                                     |
|  |                                                                                              |
|  | Nodocephalosaurus kirtlandensis                                                              |
|  |                                                                                              |

|  | Talarurus plicatospineus        |
|  |                                 |
|  | Nodocephalosaurus kirtlandensis |
|  |                                 |

|  | Saichania chulsanensis                                                  |
|  |                                                                         |
|  | \| \| Zaraapelta nomadis \| \| \| \| \| \| Tarchia kielanae \| \| \| \| |
|  |                                                                         |
|  | Zaraapelta nomadis                                                      |
|  |                                                                         |
|  | Tarchia kielanae                                                        |
|  |                                                                         |

|  | Zaraapelta nomadis |
|  |                    |
|  | Tarchia kielanae   |
|  |                    |

|  | Ziapelta sanjuanensis |
|  | |
|  | Euoplocephalus tutus |
|  | |
|  | \| \| Zuul crurivastator \| \| \| \| \| \| Scolosaurus cutleri \| \| \| \| \| \| Dyoplosaurus acutosquameus \| \| \| \| \| \| Anodontosaurus lambei \| \| \| \| \| \| Ankylosaurus magniventris \| \| \| \| |
|  | |
|  | Zuul crurivastator |
|  | |
|  | Scolosaurus cutleri |
|  | |
|  | Dyoplosaurus acutosquameus |
|  | |
|  | Anodontosaurus lambei |
|  | |
|  | Ankylosaurus magniventris |
|  | |

|  | Zuul crurivastator         |
|  |                            |
|  | Scolosaurus cutleri        |
|  |                            |
|  | Dyoplosaurus acutosquameus |
|  |                            |
|  | Anodontosaurus lambei      |
|  |                            |
|  | Ankylosaurus magniventris  |
|  |                            |

|  | Saichania chulsanensis                                                  |
|  |                                                                         |
|  | \| \| Zaraapelta nomadis \| \| \| \| \| \| Tarchia kielanae \| \| \| \| |
|  |                                                                         |
|  | Zaraapelta nomadis                                                      |
|  |                                                                         |
|  | Tarchia kielanae                                                        |
|  |                                                                         |

|  | Zaraapelta nomadis |
|  |                    |
|  | Tarchia kielanae   |
|  |                    |

|  | Ziapelta sanjuanensis |
|  | |
|  | Euoplocephalus tutus |
|  | |
|  | \| \| Zuul crurivastator \| \| \| \| \| \| Scolosaurus cutleri \| \| \| \| \| \| Dyoplosaurus acutosquameus \| \| \| \| \| \| Anodontosaurus lambei \| \| \| \| \| \| Ankylosaurus magniventris \| \| \| \| |
|  | |
|  | Zuul crurivastator |
|  | |
|  | Scolosaurus cutleri |
|  | |
|  | Dyoplosaurus acutosquameus |
|  | |
|  | Anodontosaurus lambei |
|  | |
|  | Ankylosaurus magniventris |
|  | |

|  | Zuul crurivastator         |
|  |                            |
|  | Scolosaurus cutleri        |
|  |                            |
|  | Dyoplosaurus acutosquameus |
|  |                            |
|  | Anodontosaurus lambei      |
|  |                            |
|  | Ankylosaurus magniventris  |
|  |                            |

|  | Tsagantegia longicranialis                                                                   |
|  |                                                                                              |
|  | \| \| Talarurus plicatospineus \| \| \| \| \| \| Nodocephalosaurus kirtlandensis \| \| \| \| |
|  |                                                                                              |
|  | Talarurus plicatospineus                                                                     |
|  |                                                                                              |
|  | Nodocephalosaurus kirtlandensis                                                              |
|  |                                                                                              |

|  | Talarurus plicatospineus        |
|  |                                 |
|  | Nodocephalosaurus kirtlandensis |
|  |                                 |

|  | Saichania chulsanensis                                                  |
|  |                                                                         |
|  | \| \| Zaraapelta nomadis \| \| \| \| \| \| Tarchia kielanae \| \| \| \| |
|  |                                                                         |
|  | Zaraapelta nomadis                                                      |
|  |                                                                         |
|  | Tarchia kielanae                                                        |
|  |                                                                         |

|  | Zaraapelta nomadis |
|  |                    |
|  | Tarchia kielanae   |
|  |                    |

|  | Ziapelta sanjuanensis |
|  | |
|  | Euoplocephalus tutus |
|  | |
|  | \| \| Zuul crurivastator \| \| \| \| \| \| Scolosaurus cutleri \| \| \| \| \| \| Dyoplosaurus acutosquameus \| \| \| \| \| \| Anodontosaurus lambei \| \| \| \| \| \| Ankylosaurus magniventris \| \| \| \| |
|  | |
|  | Zuul crurivastator |
|  | |
|  | Scolosaurus cutleri |
|  | |
|  | Dyoplosaurus acutosquameus |
|  | |
|  | Anodontosaurus lambei |
|  | |
|  | Ankylosaurus magniventris |
|  | |

|  | Zuul crurivastator         |
|  |                            |
|  | Scolosaurus cutleri        |
|  |                            |
|  | Dyoplosaurus acutosquameus |
|  |                            |
|  | Anodontosaurus lambei      |
|  |                            |
|  | Ankylosaurus magniventris  |
|  |                            |

|  | Saichania chulsanensis                                                  |
|  |                                                                         |
|  | \| \| Zaraapelta nomadis \| \| \| \| \| \| Tarchia kielanae \| \| \| \| |
|  |                                                                         |
|  | Zaraapelta nomadis                                                      |
|  |                                                                         |
|  | Tarchia kielanae                                                        |
|  |                                                                         |

|  | Zaraapelta nomadis |
|  |                    |
|  | Tarchia kielanae   |
|  |                    |

|  | Ziapelta sanjuanensis |
|  | |
|  | Euoplocephalus tutus |
|  | |
|  | \| \| Zuul crurivastator \| \| \| \| \| \| Scolosaurus cutleri \| \| \| \| \| \| Dyoplosaurus acutosquameus \| \| \| \| \| \| Anodontosaurus lambei \| \| \| \| \| \| Ankylosaurus magniventris \| \| \| \| |
|  | |
|  | Zuul crurivastator |
|  | |
|  | Scolosaurus cutleri |
|  | |
|  | Dyoplosaurus acutosquameus |
|  | |
|  | Anodontosaurus lambei |
|  | |
|  | Ankylosaurus magniventris |
|  | |

|  | Zuul crurivastator         |
|  |                            |
|  | Scolosaurus cutleri        |
|  |                            |
|  | Dyoplosaurus acutosquameus |
|  |                            |
|  | Anodontosaurus lambei      |
|  |                            |
|  | Ankylosaurus magniventris  |
|  |                            |

|  | Pinacosaurus grangeri         |
|  |                               |
|  | Pinacosaurus mephistocephalus |
|  |                               |

|  | Tsagantegia longicranialis                                                                   |
|  |                                                                                              |
|  | \| \| Talarurus plicatospineus \| \| \| \| \| \| Nodocephalosaurus kirtlandensis \| \| \| \| |
|  |                                                                                              |
|  | Talarurus plicatospineus                                                                     |
|  |                                                                                              |
|  | Nodocephalosaurus kirtlandensis                                                              |
|  |                                                                                              |

|  | Talarurus plicatospineus        |
|  |                                 |
|  | Nodocephalosaurus kirtlandensis |
|  |                                 |

|  | Saichania chulsanensis                                                  |
|  |                                                                         |
|  | \| \| Zaraapelta nomadis \| \| \| \| \| \| Tarchia kielanae \| \| \| \| |
|  |                                                                         |
|  | Zaraapelta nomadis                                                      |
|  |                                                                         |
|  | Tarchia kielanae                                                        |
|  |                                                                         |

|  | Zaraapelta nomadis |
|  |                    |
|  | Tarchia kielanae   |
|  |                    |

|  | Ziapelta sanjuanensis |
|  | |
|  | Euoplocephalus tutus |
|  | |
|  | \| \| Zuul crurivastator \| \| \| \| \| \| Scolosaurus cutleri \| \| \| \| \| \| Dyoplosaurus acutosquameus \| \| \| \| \| \| Anodontosaurus lambei \| \| \| \| \| \| Ankylosaurus magniventris \| \| \| \| |
|  | |
|  | Zuul crurivastator |
|  | |
|  | Scolosaurus cutleri |
|  | |
|  | Dyoplosaurus acutosquameus |
|  | |
|  | Anodontosaurus lambei |
|  | |
|  | Ankylosaurus magniventris |
|  | |

|  | Zuul crurivastator         |
|  |                            |
|  | Scolosaurus cutleri        |
|  |                            |
|  | Dyoplosaurus acutosquameus |
|  |                            |
|  | Anodontosaurus lambei      |
|  |                            |
|  | Ankylosaurus magniventris  |
|  |                            |

|  | Saichania chulsanensis                                                  |
|  |                                                                         |
|  | \| \| Zaraapelta nomadis \| \| \| \| \| \| Tarchia kielanae \| \| \| \| |
|  |                                                                         |
|  | Zaraapelta nomadis                                                      |
|  |                                                                         |
|  | Tarchia kielanae                                                        |
|  |                                                                         |

|  | Zaraapelta nomadis |
|  |                    |
|  | Tarchia kielanae   |
|  |                    |

|  | Ziapelta sanjuanensis |
|  | |
|  | Euoplocephalus tutus |
|  | |
|  | \| \| Zuul crurivastator \| \| \| \| \| \| Scolosaurus cutleri \| \| \| \| \| \| Dyoplosaurus acutosquameus \| \| \| \| \| \| Anodontosaurus lambei \| \| \| \| \| \| Ankylosaurus magniventris \| \| \| \| |
|  | |
|  | Zuul crurivastator |
|  | |
|  | Scolosaurus cutleri |
|  | |
|  | Dyoplosaurus acutosquameus |
|  | |
|  | Anodontosaurus lambei |
|  | |
|  | Ankylosaurus magniventris |
|  | |

|  | Zuul crurivastator         |
|  |                            |
|  | Scolosaurus cutleri        |
|  |                            |
|  | Dyoplosaurus acutosquameus |
|  |                            |
|  | Anodontosaurus lambei      |
|  |                            |
|  | Ankylosaurus magniventris  |
|  |                            |

|  | Tsagantegia longicranialis                                                                   |
|  |                                                                                              |
|  | \| \| Talarurus plicatospineus \| \| \| \| \| \| Nodocephalosaurus kirtlandensis \| \| \| \| |
|  |                                                                                              |
|  | Talarurus plicatospineus                                                                     |
|  |                                                                                              |
|  | Nodocephalosaurus kirtlandensis                                                              |
|  |                                                                                              |

|  | Talarurus plicatospineus        |
|  |                                 |
|  | Nodocephalosaurus kirtlandensis |
|  |                                 |

|  | Saichania chulsanensis                                                  |
|  |                                                                         |
|  | \| \| Zaraapelta nomadis \| \| \| \| \| \| Tarchia kielanae \| \| \| \| |
|  |                                                                         |
|  | Zaraapelta nomadis                                                      |
|  |                                                                         |
|  | Tarchia kielanae                                                        |
|  |                                                                         |

|  | Zaraapelta nomadis |
|  |                    |
|  | Tarchia kielanae   |
|  |                    |

|  | Ziapelta sanjuanensis |
|  | |
|  | Euoplocephalus tutus |
|  | |
|  | \| \| Zuul crurivastator \| \| \| \| \| \| Scolosaurus cutleri \| \| \| \| \| \| Dyoplosaurus acutosquameus \| \| \| \| \| \| Anodontosaurus lambei \| \| \| \| \| \| Ankylosaurus magniventris \| \| \| \| |
|  | |
|  | Zuul crurivastator |
|  | |
|  | Scolosaurus cutleri |
|  | |
|  | Dyoplosaurus acutosquameus |
|  | |
|  | Anodontosaurus lambei |
|  | |
|  | Ankylosaurus magniventris |
|  | |

|  | Zuul crurivastator         |
|  |                            |
|  | Scolosaurus cutleri        |
|  |                            |
|  | Dyoplosaurus acutosquameus |
|  |                            |
|  | Anodontosaurus lambei      |
|  |                            |
|  | Ankylosaurus magniventris  |
|  |                            |

|  | Saichania chulsanensis                                                  |
|  |                                                                         |
|  | \| \| Zaraapelta nomadis \| \| \| \| \| \| Tarchia kielanae \| \| \| \| |
|  |                                                                         |
|  | Zaraapelta nomadis                                                      |
|  |                                                                         |
|  | Tarchia kielanae                                                        |
|  |                                                                         |

|  | Zaraapelta nomadis |
|  |                    |
|  | Tarchia kielanae   |
|  |                    |

|  | Ziapelta sanjuanensis |
|  | |
|  | Euoplocephalus tutus |
|  | |
|  | \| \| Zuul crurivastator \| \| \| \| \| \| Scolosaurus cutleri \| \| \| \| \| \| Dyoplosaurus acutosquameus \| \| \| \| \| \| Anodontosaurus lambei \| \| \| \| \| \| Ankylosaurus magniventris \| \| \| \| |
|  | |
|  | Zuul crurivastator |
|  | |
|  | Scolosaurus cutleri |
|  | |
|  | Dyoplosaurus acutosquameus |
|  | |
|  | Anodontosaurus lambei |
|  | |
|  | Ankylosaurus magniventris |
|  | |

|  | Zuul crurivastator         |
|  |                            |
|  | Scolosaurus cutleri        |
|  |                            |
|  | Dyoplosaurus acutosquameus |
|  |                            |
|  | Anodontosaurus lambei      |
|  |                            |
|  | Ankylosaurus magniventris  |
|  |                            |

|  | Pinacosaurus grangeri         |
|  |                               |
|  | Pinacosaurus mephistocephalus |
|  |                               |

|  | Tsagantegia longicranialis                                                                   |
|  |                                                                                              |
|  | \| \| Talarurus plicatospineus \| \| \| \| \| \| Nodocephalosaurus kirtlandensis \| \| \| \| |
|  |                                                                                              |
|  | Talarurus plicatospineus                                                                     |
|  |                                                                                              |
|  | Nodocephalosaurus kirtlandensis                                                              |
|  |                                                                                              |

|  | Talarurus plicatospineus        |
|  |                                 |
|  | Nodocephalosaurus kirtlandensis |
|  |                                 |

|  | Saichania chulsanensis                                                  |
|  |                                                                         |
|  | \| \| Zaraapelta nomadis \| \| \| \| \| \| Tarchia kielanae \| \| \| \| |
|  |                                                                         |
|  | Zaraapelta nomadis                                                      |
|  |                                                                         |
|  | Tarchia kielanae                                                        |
|  |                                                                         |

|  | Zaraapelta nomadis |
|  |                    |
|  | Tarchia kielanae   |
|  |                    |

|  | Ziapelta sanjuanensis |
|  | |
|  | Euoplocephalus tutus |
|  | |
|  | \| \| Zuul crurivastator \| \| \| \| \| \| Scolosaurus cutleri \| \| \| \| \| \| Dyoplosaurus acutosquameus \| \| \| \| \| \| Anodontosaurus lambei \| \| \| \| \| \| Ankylosaurus magniventris \| \| \| \| |
|  | |
|  | Zuul crurivastator |
|  | |
|  | Scolosaurus cutleri |
|  | |
|  | Dyoplosaurus acutosquameus |
|  | |
|  | Anodontosaurus lambei |
|  | |
|  | Ankylosaurus magniventris |
|  | |

|  | Zuul crurivastator         |
|  |                            |
|  | Scolosaurus cutleri        |
|  |                            |
|  | Dyoplosaurus acutosquameus |
|  |                            |
|  | Anodontosaurus lambei      |
|  |                            |
|  | Ankylosaurus magniventris  |
|  |                            |

|  | Saichania chulsanensis                                                  |
|  |                                                                         |
|  | \| \| Zaraapelta nomadis \| \| \| \| \| \| Tarchia kielanae \| \| \| \| |
|  |                                                                         |
|  | Zaraapelta nomadis                                                      |
|  |                                                                         |
|  | Tarchia kielanae                                                        |
|  |                                                                         |

|  | Zaraapelta nomadis |
|  |                    |
|  | Tarchia kielanae   |
|  |                    |

|  | Ziapelta sanjuanensis |
|  | |
|  | Euoplocephalus tutus |
|  | |
|  | \| \| Zuul crurivastator \| \| \| \| \| \| Scolosaurus cutleri \| \| \| \| \| \| Dyoplosaurus acutosquameus \| \| \| \| \| \| Anodontosaurus lambei \| \| \| \| \| \| Ankylosaurus magniventris \| \| \| \| |
|  | |
|  | Zuul crurivastator |
|  | |
|  | Scolosaurus cutleri |
|  | |
|  | Dyoplosaurus acutosquameus |
|  | |
|  | Anodontosaurus lambei |
|  | |
|  | Ankylosaurus magniventris |
|  | |

|  | Zuul crurivastator         |
|  |                            |
|  | Scolosaurus cutleri        |
|  |                            |
|  | Dyoplosaurus acutosquameus |
|  |                            |
|  | Anodontosaurus lambei      |
|  |                            |
|  | Ankylosaurus magniventris  |
|  |                            |

|  | Tsagantegia longicranialis                                                                   |
|  |                                                                                              |
|  | \| \| Talarurus plicatospineus \| \| \| \| \| \| Nodocephalosaurus kirtlandensis \| \| \| \| |
|  |                                                                                              |
|  | Talarurus plicatospineus                                                                     |
|  |                                                                                              |
|  | Nodocephalosaurus kirtlandensis                                                              |
|  |                                                                                              |

|  | Talarurus plicatospineus        |
|  |                                 |
|  | Nodocephalosaurus kirtlandensis |
|  |                                 |

|  | Saichania chulsanensis                                                  |
|  |                                                                         |
|  | \| \| Zaraapelta nomadis \| \| \| \| \| \| Tarchia kielanae \| \| \| \| |
|  |                                                                         |
|  | Zaraapelta nomadis                                                      |
|  |                                                                         |
|  | Tarchia kielanae                                                        |
|  |                                                                         |

|  | Zaraapelta nomadis |
|  |                    |
|  | Tarchia kielanae   |
|  |                    |

|  | Ziapelta sanjuanensis |
|  | |
|  | Euoplocephalus tutus |
|  | |
|  | \| \| Zuul crurivastator \| \| \| \| \| \| Scolosaurus cutleri \| \| \| \| \| \| Dyoplosaurus acutosquameus \| \| \| \| \| \| Anodontosaurus lambei \| \| \| \| \| \| Ankylosaurus magniventris \| \| \| \| |
|  | |
|  | Zuul crurivastator |
|  | |
|  | Scolosaurus cutleri |
|  | |
|  | Dyoplosaurus acutosquameus |
|  | |
|  | Anodontosaurus lambei |
|  | |
|  | Ankylosaurus magniventris |
|  | |

|  | Zuul crurivastator         |
|  |                            |
|  | Scolosaurus cutleri        |
|  |                            |
|  | Dyoplosaurus acutosquameus |
|  |                            |
|  | Anodontosaurus lambei      |
|  |                            |
|  | Ankylosaurus magniventris  |
|  |                            |

|  | Saichania chulsanensis                                                  |
|  |                                                                         |
|  | \| \| Zaraapelta nomadis \| \| \| \| \| \| Tarchia kielanae \| \| \| \| |
|  |                                                                         |
|  | Zaraapelta nomadis                                                      |
|  |                                                                         |
|  | Tarchia kielanae                                                        |
|  |                                                                         |

|  | Zaraapelta nomadis |
|  |                    |
|  | Tarchia kielanae   |
|  |                    |

|  | Ziapelta sanjuanensis |
|  | |
|  | Euoplocephalus tutus |
|  | |
|  | \| \| Zuul crurivastator \| \| \| \| \| \| Scolosaurus cutleri \| \| \| \| \| \| Dyoplosaurus acutosquameus \| \| \| \| \| \| Anodontosaurus lambei \| \| \| \| \| \| Ankylosaurus magniventris \| \| \| \| |
|  | |
|  | Zuul crurivastator |
|  | |
|  | Scolosaurus cutleri |
|  | |
|  | Dyoplosaurus acutosquameus |
|  | |
|  | Anodontosaurus lambei |
|  | |
|  | Ankylosaurus magniventris |
|  | |

|  | Zuul crurivastator         |
|  |                            |
|  | Scolosaurus cutleri        |
|  |                            |
|  | Dyoplosaurus acutosquameus |
|  |                            |
|  | Anodontosaurus lambei      |
|  |                            |
|  | Ankylosaurus magniventris  |
|  |                            |

|  | Pinacosaurus grangeri         |
|  |                               |
|  | Pinacosaurus mephistocephalus |
|  |                               |

|  | Tsagantegia longicranialis                                                                   |
|  |                                                                                              |
|  | \| \| Talarurus plicatospineus \| \| \| \| \| \| Nodocephalosaurus kirtlandensis \| \| \| \| |
|  |                                                                                              |
|  | Talarurus plicatospineus                                                                     |
|  |                                                                                              |
|  | Nodocephalosaurus kirtlandensis                                                              |
|  |                                                                                              |

|  | Talarurus plicatospineus        |
|  |                                 |
|  | Nodocephalosaurus kirtlandensis |
|  |                                 |

|  | Saichania chulsanensis                                                  |
|  |                                                                         |
|  | \| \| Zaraapelta nomadis \| \| \| \| \| \| Tarchia kielanae \| \| \| \| |
|  |                                                                         |
|  | Zaraapelta nomadis                                                      |
|  |                                                                         |
|  | Tarchia kielanae                                                        |
|  |                                                                         |

|  | Zaraapelta nomadis |
|  |                    |
|  | Tarchia kielanae   |
|  |                    |

|  | Ziapelta sanjuanensis |
|  | |
|  | Euoplocephalus tutus |
|  | |
|  | \| \| Zuul crurivastator \| \| \| \| \| \| Scolosaurus cutleri \| \| \| \| \| \| Dyoplosaurus acutosquameus \| \| \| \| \| \| Anodontosaurus lambei \| \| \| \| \| \| Ankylosaurus magniventris \| \| \| \| |
|  | |
|  | Zuul crurivastator |
|  | |
|  | Scolosaurus cutleri |
|  | |
|  | Dyoplosaurus acutosquameus |
|  | |
|  | Anodontosaurus lambei |
|  | |
|  | Ankylosaurus magniventris |
|  | |

|  | Zuul crurivastator         |
|  |                            |
|  | Scolosaurus cutleri        |
|  |                            |
|  | Dyoplosaurus acutosquameus |
|  |                            |
|  | Anodontosaurus lambei      |
|  |                            |
|  | Ankylosaurus magniventris  |
|  |                            |

|  | Saichania chulsanensis                                                  |
|  |                                                                         |
|  | \| \| Zaraapelta nomadis \| \| \| \| \| \| Tarchia kielanae \| \| \| \| |
|  |                                                                         |
|  | Zaraapelta nomadis                                                      |
|  |                                                                         |
|  | Tarchia kielanae                                                        |
|  |                                                                         |

|  | Zaraapelta nomadis |
|  |                    |
|  | Tarchia kielanae   |
|  |                    |

|  | Ziapelta sanjuanensis |
|  | |
|  | Euoplocephalus tutus |
|  | |
|  | \| \| Zuul crurivastator \| \| \| \| \| \| Scolosaurus cutleri \| \| \| \| \| \| Dyoplosaurus acutosquameus \| \| \| \| \| \| Anodontosaurus lambei \| \| \| \| \| \| Ankylosaurus magniventris \| \| \| \| |
|  | |
|  | Zuul crurivastator |
|  | |
|  | Scolosaurus cutleri |
|  | |
|  | Dyoplosaurus acutosquameus |
|  | |
|  | Anodontosaurus lambei |
|  | |
|  | Ankylosaurus magniventris |
|  | |

|  | Zuul crurivastator         |
|  |                            |
|  | Scolosaurus cutleri        |
|  |                            |
|  | Dyoplosaurus acutosquameus |
|  |                            |
|  | Anodontosaurus lambei      |
|  |                            |
|  | Ankylosaurus magniventris  |
|  |                            |

|  | Tsagantegia longicranialis                                                                   |
|  |                                                                                              |
|  | \| \| Talarurus plicatospineus \| \| \| \| \| \| Nodocephalosaurus kirtlandensis \| \| \| \| |
|  |                                                                                              |
|  | Talarurus plicatospineus                                                                     |
|  |                                                                                              |
|  | Nodocephalosaurus kirtlandensis                                                              |
|  |                                                                                              |

|  | Talarurus plicatospineus        |
|  |                                 |
|  | Nodocephalosaurus kirtlandensis |
|  |                                 |

|  | Saichania chulsanensis                                                  |
|  |                                                                         |
|  | \| \| Zaraapelta nomadis \| \| \| \| \| \| Tarchia kielanae \| \| \| \| |
|  |                                                                         |
|  | Zaraapelta nomadis                                                      |
|  |                                                                         |
|  | Tarchia kielanae                                                        |
|  |                                                                         |

|  | Zaraapelta nomadis |
|  |                    |
|  | Tarchia kielanae   |
|  |                    |

|  | Ziapelta sanjuanensis |
|  | |
|  | Euoplocephalus tutus |
|  | |
|  | \| \| Zuul crurivastator \| \| \| \| \| \| Scolosaurus cutleri \| \| \| \| \| \| Dyoplosaurus acutosquameus \| \| \| \| \| \| Anodontosaurus lambei \| \| \| \| \| \| Ankylosaurus magniventris \| \| \| \| |
|  | |
|  | Zuul crurivastator |
|  | |
|  | Scolosaurus cutleri |
|  | |
|  | Dyoplosaurus acutosquameus |
|  | |
|  | Anodontosaurus lambei |
|  | |
|  | Ankylosaurus magniventris |
|  | |

|  | Zuul crurivastator         |
|  |                            |
|  | Scolosaurus cutleri        |
|  |                            |
|  | Dyoplosaurus acutosquameus |
|  |                            |
|  | Anodontosaurus lambei      |
|  |                            |
|  | Ankylosaurus magniventris  |
|  |                            |

|  | Saichania chulsanensis                                                  |
|  |                                                                         |
|  | \| \| Zaraapelta nomadis \| \| \| \| \| \| Tarchia kielanae \| \| \| \| |
|  |                                                                         |
|  | Zaraapelta nomadis                                                      |
|  |                                                                         |
|  | Tarchia kielanae                                                        |
|  |                                                                         |

|  | Zaraapelta nomadis |
|  |                    |
|  | Tarchia kielanae   |
|  |                    |

|  | Ziapelta sanjuanensis |
|  | |
|  | Euoplocephalus tutus |
|  | |
|  | \| \| Zuul crurivastator \| \| \| \| \| \| Scolosaurus cutleri \| \| \| \| \| \| Dyoplosaurus acutosquameus \| \| \| \| \| \| Anodontosaurus lambei \| \| \| \| \| \| Ankylosaurus magniventris \| \| \| \| |
|  | |
|  | Zuul crurivastator |
|  | |
|  | Scolosaurus cutleri |
|  | |
|  | Dyoplosaurus acutosquameus |
|  | |
|  | Anodontosaurus lambei |
|  | |
|  | Ankylosaurus magniventris |
|  | |

|  | Zuul crurivastator         |
|  |                            |
|  | Scolosaurus cutleri        |
|  |                            |
|  | Dyoplosaurus acutosquameus |
|  |                            |
|  | Anodontosaurus lambei      |
|  |                            |
|  | Ankylosaurus magniventris  |
|  |                            |

## Paleoecología

### Hábitat
La datación radiométrica argón-argón indica que la Formación Dos Medicinas se depositó hace entre 83,5 y 70,6 millones de años, durante la etapa Campaniense del Cretácico Superior, en lo que hoy es el noroeste de Montana. Si Oohkotokia es lo mismo que Scolosaurus, significaría que  existió durante unos 3 millones de años. La Formación Dos Medicinas se correlaciona con el grupo Belly River en el suroeste de Alberta, y la Formación Pakowki hacia el este. La Formación Dos Medicinas fue depositada por ríos y deltas entre la costa occidental de la vía marítima interior occidental y el margen de avance hacia el este del cinturón cordillerano Overthrust. Desde mediados del Cretácico, Norteamérica había sido dividida por la mitad por esta vía marítima, con gran parte de Montana y Alberta por debajo de la superficie del agua. Sin embargo, el levantamiento de las Montañas Rocosas obligó a la vía marítima a retirarse hacia el este y el sur. Los ríos fluyeron desde las montañas y desembocaron en la vía marítima, llevando sedimentos que formaron la Formación Dos Medicinas y el Grupo del Río Judith. Hace unos 73 millones de años, la vía marítima comenzó a avanzar hacia el oeste y hacia el norte nuevamente, y toda la región fue cubierta por el mar Bearpaw, ahora preservado en todo el oeste de EE. UU. Y Canadá por la enorme Pizarra Bearpaw, que se superpone a Dos Medicinas. Debajo de esta formación se encuentran los depósitos costeros de la arenisca Virgelle. Litologías, las faunas de invertebrados y los datos de plantas y polen apoyan que la Formación Dos Medicina se depositó en un clima semiárido estacional con posibles sombras de lluvia de las tierras altas cordilleranas. Esta región experimentó una larga estación seca y temperaturas cálidas. Los extensos lechos rojos y los horizontes de caliche de las Dos Medicinas superiores son evidencia de condiciones al menos estacionalmente áridas.

### Paleofauna
Scolosaurus compartió su paleoambiente con otros dinosaurios, como los hadrosáuridos con pico de pato Hypacrosaurus, Acristavus, Gryposaurus, Brachylophosaurus, Glishades, Prosaurolophus y Maiasaura y el nodosáurido Edmontonia. Erupciones volcánicas del oeste cubrieron periódicamente la región con cenizas, lo que resultó en una mortalidad a gran escala, al tiempo que enriquecía el suelo para el crecimiento futuro de las plantas. Los niveles fluctuantes del mar también dieron como resultado una variedad de otros entornos en diferentes momentos y lugares dentro del Grupo del Río Judith, incluidos hábitats marinos costeros y cercanos a la costa, humedales costeros, deltas y lagunas, además de las llanuras aluviales del interior. La Formación Dos Medicinas se depositó tierra adentro, en elevaciones más altas que las otras dos formaciones. Oviraptorosaurianos como Caenagnathus y Chirostenotes pueden haber cazado al ornitópodo Orodromeus. Una gran variedad de ceratopsianos coexistieron en esta región, que incluía Achelousaurus, Brachyceratops, Cerasinops, Einiosaurus, Prenoceratops y Rubeosaurus. Los carnívoros incluían un troodóntido sin nombre, posiblemente Stenonychosaurus, los dromeosaurios Bambiraptor y Saurornitholestes  y los grandes tiranosáuridos Daspletosaurus y Gorgosaurus.

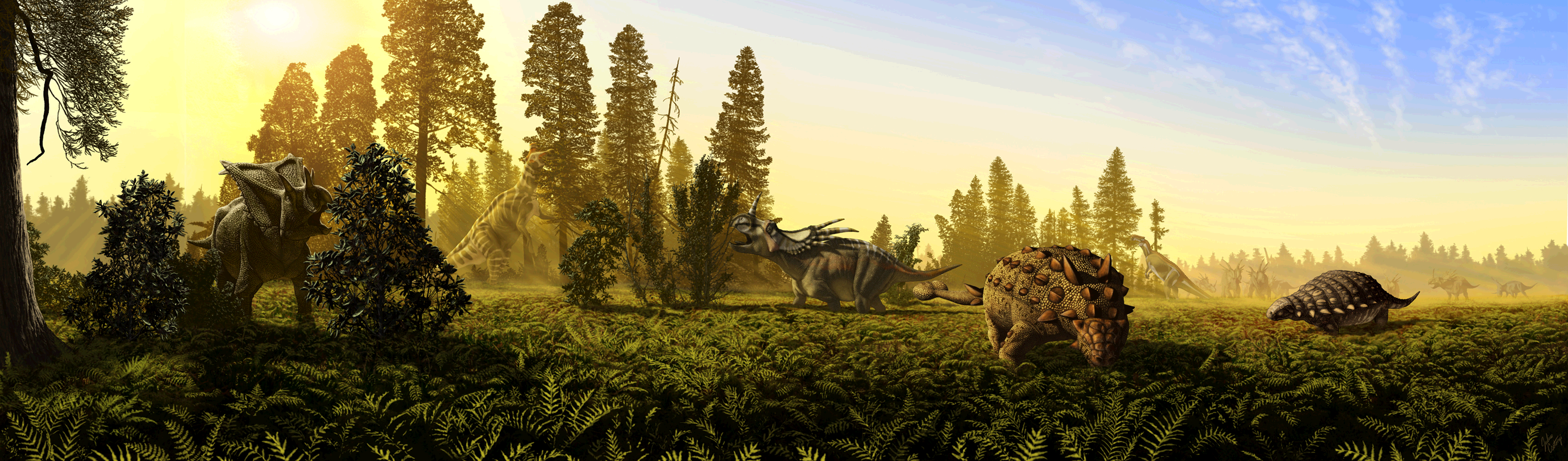
Representación de los megaherbívoros identificados en la Formación Dinosaur Park, Scolosaurus en la parte delantera derecha

El excelente registro fósil de vertebrados de las rocas Dos Medicinas y el Río Judith resultó de una combinación de abundante vida animal, desastres naturales periódicos y la deposición de grandes cantidades de sedimentos. Están representados muchos tipos de peces de agua dulce y de estuario, incluidos tiburones, rayas, esturiones, pejelagartos y otros. Esta región conserva los restos de muchos anfibios y reptiles acuáticos, incluidos bivalvos , gasterópodos, ranas, salamandras, tortugas, Champsosaurus y cocodrilos. También se han descubierto lagartos terrestres, incluidos teíidos, eslizones, monitores y lagartos de cristal. Pterosaurios como Montanazhdarcho y Piksi , así como aves como Apatornis y Avisaurus. Varias variedades de mamíferos , como los multituberculados Cimexomys, coexistieron con dinosaurios en la Formación Dos Medicinas y las otras formaciones que componen la cuña del río Judith. También se han recuperado aquí huevos fosilizados pertenecientes a un dromaeosáurido. Cuando el agua era abundante, la región podía albergar una gran cantidad de vida vegetal y animal, pero las sequías periódicas a menudo resultaban en una mortalidad masiva.